# Software Synthesizer
En Software Synthesizer er et computerprogram, der kan simulere den måde som hardware synthesizere virker på.
| Software | Spire Denne artikel om software og programmering er en spire som bør udbygges. Du er velkommen til at hjælpe Wikipedia ved at udvide den. |